# The Revival Album
The Revival Album är ett musikalbum med låtar av de svenska grupperna Snowstorm, Magnum Bonum och Factory som släpptes 1999.

## Låtlista
1. "Vårstämning" (Snowstorm)
2. "Så e' livet" (Factory)
3. "Digital panik" (Magnum Bonum)
4. "Sommarnatt" (Snowstorm)
5. "Loverboy" (Magnum Bonum)
6. "Efter plugget" (Factory)
7. "Spelar ingen roll" (Magnum Bonum)
8. "Lämna mig inte ensam" (Snowstorm)
9. "Skateboard" ("LA Run") (Magnum Bonum)
10. "Lagt kort ligger" (Factory)
11. "Hon älskar snabbt" (Snowstorm)
12. "Ultrabox" (Factory)
13. "Hög hatt" (Magnum Bonum)
14. "Vi sticker" (Factory)

### Fotnoter
1. ↑  ”The Great Snowstorm, Factory & Magnum Bonum- on the Ultimate Swedish Revival Album”. Svensk mediedatabas. 3 mars 1999. http://smdb.kb.se/catalog/id/001429282. Läst 21 augusti 2014.